# Maison du chemin de Paradis
La Maison du chemin de Paradis ou Bastide du chemin de Paradis est une bastide située chemin de Paradis, à Martigues, en France. Elle est la demeure de Charles Maurras.
Les façades et les toitures font l’objet d’une inscription au titre des monuments historiques depuis le 2 septembre 1975.

## Historique

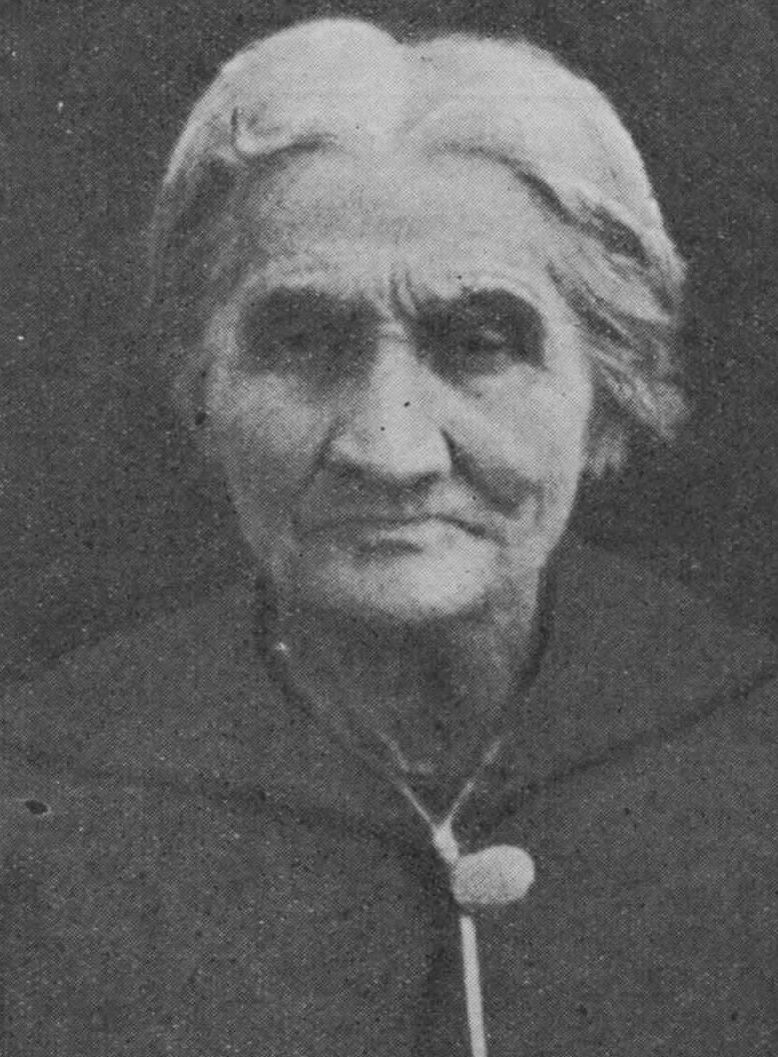
Marie-Pélagie Maurras, née Garnier, mère de Charles Maurras.

La bastide est édifiée au XVIe siècle et revient en héritage à Marie-Pélagie Garnier, mère de Charles Maurras, en 1881,. Le bâtiment serait construit à partir des pierres de l'ancienne église de l'Île. La maison familiale de Maurras est conçue sur trois niveaux composés de trois à quatre pièces. Elle est encadrée de cyprès et dominée quelques centaines de mètres plus haut par un vieux moulin. Durant sa vie adulte, Charles Maurras cherche à y revenir le plus souvent possible en été mais aussi dans le courant de l'année.

## Bibliothèque
Maurras fait rapatrier la bibliothèque de son appartement parisien de sorte à établir sa demeure provençale comme « le cœur d’une maison de grand écrivain ». Maurras planifiait d'emménager dans sa demeure « un centre de libres études littéraires et historiques (un peu musée, un peu et surtout bibliothèque) pour les jeunes gens doués qui auraient des dispositions au travail personnel »,. Un comité devait être désigné pour l'administration de ses archives personnelles, correspondances, livres, manuscrits éditions de luxe, tableaux de familles, portraits et souvenirs d'amis, meubles, insignes académiques, couronne civique, volumes de propagande politique. De plus, sa bibliothèque de douze mille livres devait être transformée en « bibliothèque populaire ». Cette bibliothèque constitue un fonds important car elle comporte de nombreux ouvrages dédicacés par André Gide, Malraux, Anatole France, Paul Valéry ou encore Joseph Kessel.

## Jardin
Le jardin de la propriété est un don à Martigues car « il forme un véritable précis de son histoire et de sa mémoire : amphores et inscriptions grecques, épigraphes provençales et françaises, statues jardin des Fastes, arbres odoriférants ». Maurras aménage son jardin en y faisant « planter des essences représentatives du jardin méditerranéen en général, avec une référence particulière à la Grèce ». Il s'agit d'un jardin symbolique dont Maurras a conçu les plans d'après un devis d’exécution daté de 1943 et son texte intitulé Le pain et le vin publié en 1944. Le sociologue Jean-Louis Fabiani y voit une intention créatrice plutôt qu'une démarche conservatrice dans l'agencement du jardin à travers sa composition et son mobilier.
Il fait édifier un monument en l'honneur de Gérard Tenque, fondateur de l’ordre des Templiers et natif de Martigues.

## Mur des Fastes

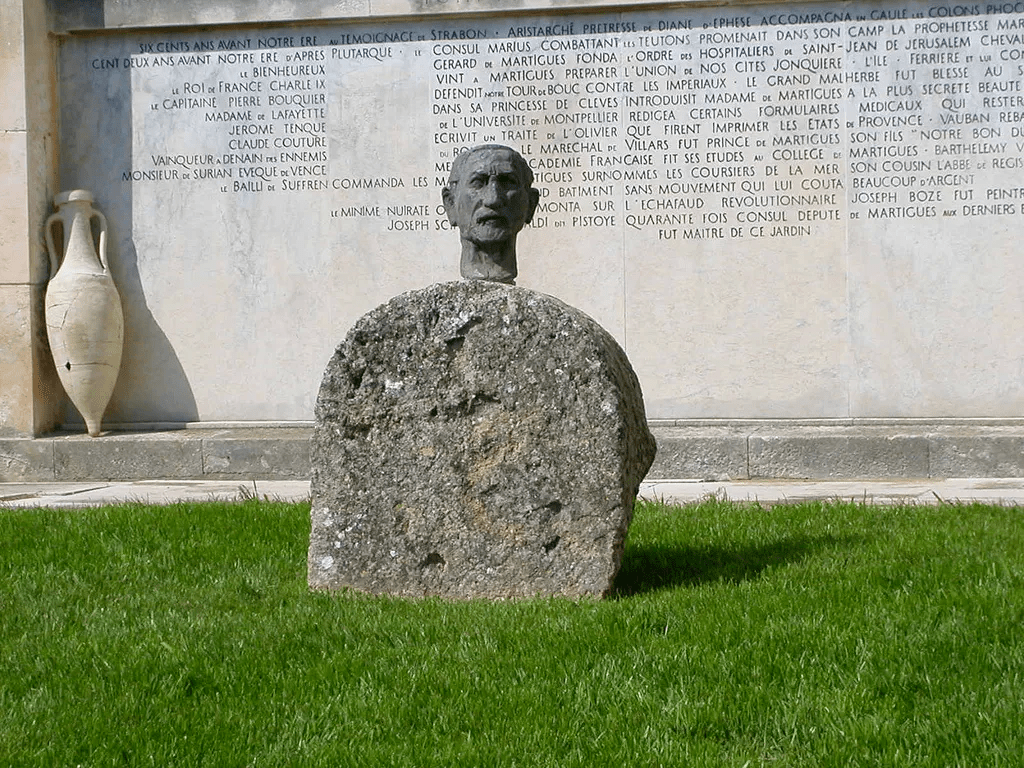
Au premier plan, un buste de Charles Maurras réalisé par l'architecte et sculpteur Henry Bernard, Grand prix de Rome. En arrière-plan, le mur des Fastes relate les gloires de Martigues au cours des siècles.

Le mur des Fastes a été construit en 1944 sur les instructions de Maurras bien qu'il ne vit jamais l’œuvre achevée en raison de son incarcération à la fin de la Seconde Guerre mondiale. Les inscriptions en lettres capitales sur le mur résument l'histoire de Martigues :

« Six cents ans avant notre ère, au témoignage de Strabon, Aristarchè, prêtresse de Diane d'Ephèse, accompagna en Gaule les colons phocéens : son monument a été retrouvé à Martigues cent deux ans avant notre ère, d'après Plutarque, le consul Marius combattant les Teutons promenait dans son camp la prophétesse Marthe. Syrienne, elle donna son nom à ce pays, Marticum. Le bienheureux Gérard de Martigues fonda l'ordre des Hospitaliers de Saint Jean de Jérusalem, chevaliers de Rhodes et de Malte. Le roi de France Charles IX vint à Martigues préparer l'union de nos cités, Jonquières, l'Île, Ferrières, et lui confia le drapeau tricolore le capitaine Pierre Bouquier défendit notre tour de bouc contre les impériaux. Le grand Malherbe fut blessé au siège qu'il avait mis devant Martigues. Madame de Lafayette dans sa princesse de Clèves introduisit Madame de Martigues à la plus secrète beauté de la cour de France. Jérôme Tenque de l'université de Montpellier rédigea certains formulaires médicaux qui restèrent longtemps fameux. Claude Couture écrivit un traité de l'olivier que firent imprimer les états de Provence. Vauban rebâtit notre tour de bouc. Vainqueur à Denain des ennemis du royaume, le maréchal de Villars fut prince de Martigues. Son fils, « notre bon duc », fut l'idole du pays. Monsieur de Surian, évêque de Vence, membre de l'Académie française, fit ses études au collège de Martigues. Barthélémy Vidal fut de l'académie des sciences. Le bailli de Suffren commanda les marins de Martigues surnommés les coursiers de la mer. Son cousin l'abbé de Régis lui dédia un vaisseau taillé dans le roc grand bâtiment sans mouvement qui lui coûta beaucoup d'argent. Le minime Nuirate orateur sacré monta sur l'échafaud révolutionnaire. Joseph Boze fut peintre du roi Louis XVI. Joseph-Scipion Sinisbaldi, dit Pistoye, quarante fois consul, député de Martigues aux derniers états de Provence fut maître de ce jardin. »

— Charles Maurras
Un buste de Charles Maurras réalisé par l'architecte et sculpteur Henry Bernard, Grand prix de Rome, est installé devant le mur des Fastes. Il repose sur un merlon du mur grec ou un mascaron de fontaine provenant du site archéologique de Saint-Blaise.

## Carditaphe

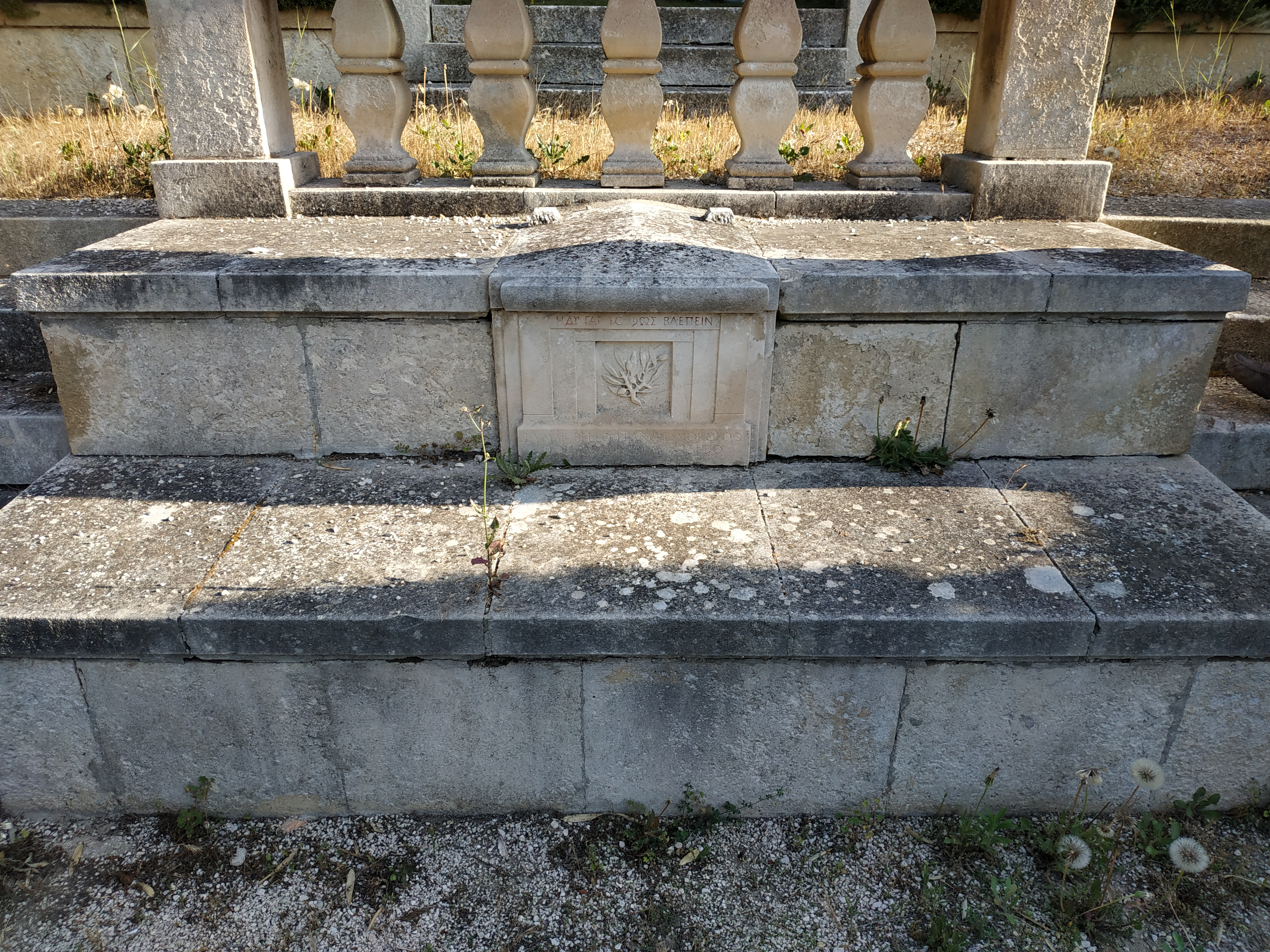
Le carditaphe de Charles Maurras au centre. Deux vers de Frédéric Mistral extraits de Mirèio (1859) sont inscrits en provençal : « La mer, belle plaine agitée, – Du paradis est l’avenue ».

Conformément aux dernières volontés de Maurras, son cœur est séparé de son corps et enterré dans le jardin de Martigues tandis que sa dépouille rejoint sa tombe à Roquevaire. Le cœur est déposé dans un carditaphe aménagé en contrebas du mur des Fastes, à gauche dans le jardin de Martigues. Lors de la cérémonie ultime dans le jardin, le curé de Ferrières bénit le cœur déposé, puis Victor Rolland rend hommage au Martégal au nom de la corporation des pêcheurs de Martigues.

## Donation
Peu avant sa mort, Maurras avait suggéré d'instituer un comité de gestion de la bastide sans que cela aboutisse. Ce comité devait être composé du maire comme président d'honneur, du premier adjoint, de trois conseillers municipaux représentant trois couleurs politiques (PCF, SFIO, RPF), d'un représentant du musée, et de trois amis intimes (Victor Rolland, Maurel, Berlot).
Lors du décès de Maurras en novembre 1952, la bâtisse et le jardin sont légués à la mairie par « patriotisme municipal » bien que les élus communistes siégeant au conseil municipal la refuse d'abord sous prétexte que le legs était « dépourvu de validité »,. En effet, le journal communiste La Marseillaise soutient que « la validité du testament est contestable, étant précisé qu’il émane d’un condamné à la réclusion perpétuelle qui ne pouvait, à cette époque, disposer librement de ses biens ». En dépit du « dispositif consensuel que Maurras avait habilement imaginé », il était difficilement envisageable pour « une collectivité publique, quelle que soit sa couleur politique », d'accepter ce type de don à la sortie de la Seconde Guerre mondiale.
Malgré le refus de la mairie, les héritiers de Maurras et la Société des amis de Charles Maurras assurent les visites pendant quatre décennies.
C'est finalement le 27 septembre 1997 que le maire communiste Paul Lombard accepte le legs des mains de Jacques Maurras, neveu de l'ancien propriétaire. Michel Déon, ancien secrétaire de Maurras et représentant de l'Académie française, est également présent à la cérémonie de remise des clés. La mairie est tenue de « pérenniser l’ensemble immobilier, jardin et bâtisse, et entretenir la bibliothèque » et de conserver sa conception de « maison d'écrivain ».

## Réhabilitation
En 2012, la mairie a investi plus de 200 000 euros dans la restauration du site.
Depuis 2018, la mairie a décidé que le fonds bibliothécaire et la maison s'inscriront dans un centre de ressources et de recherches des politiques du XXe siècle ouvert aux chercheurs. Florian Salazar-Martin, élu à la Culture et aux Droits culturels, désirait « offrir aux chercheurs les outils pour combattre la pensée de Maurras, celle également des années 1930 ». En 2018, le journaliste Franz-Olivier Giesbert réalise un reportage sur la fermeture du site. 850 000 euros ont été débloqués pour refaire la bastide du chemin de Paradis mais les travaux n'ont toujours pas été entrepris.
La maison est fermée au public pour « raisons de sécurité » dans l'attente de ces travaux.

## Autour de la bastide
Charles Maurras a écrit un livre de contes intitulé Le Chemin de Paradis en 1895.
Dans l'ouvrage De la rue de Rome au Chemin de Paradis de Joseph Kessel publié en 1927, l'auteur narre une visite dans la demeure de Maurras.